# KEITO OKA
KEITO OKA（けいとおか、本名：岡 敬人）は、和歌山県和歌山市出身の手品師。生年月日は「永遠の青年」としており、事実上は非公表。
大掛かりなイリュージョンマジックを得意とし、主に関西を中心に活動。近年ではテレビでの活動も見られる。
若年の頃より髪型を、リーゼント風のオールバックにし、トレードマークともいえる。身長180センチを超える体格を生かし、手品のレパートリーを幅広く持つ。

現在では年に数回、にっぽん丸などの豪華客船でのイベントアトラクションを担当する。